# James S. Sherman
James Schoolcraft Sherman (født 24. oktober 1855, død 30. oktober 1912) var en repræsentant i Kongressen fra New York og USA's 27. vicepræsident.
Efter at have taget jurauddannelse og praktiseret i fire år som advokat blev han i 1884 borgmester i hjembyen Utica i New York. I 1886 blev han så indvalgt i Repræsentanternes hus, hvor han sad i fire år. Han tabte valget i 1890, og tog dermed en to års pause, før han igen blev indvalgt i 1892. Denne gang blev han siddende i 16 år, og blev dermed et velkendt ansigt i hovedstadens politiske miljø.
Da Sherman blev valgt som vicepræsident i 1908 havde han fået diagnosen galdesten, og fået besked om at han havde problemer med nyrerne. Men ved at holde en streng diet klarede han at holde symptomerne i skak, og indtog stillingen 4. marts 1909. Under valgkampen i 1912 svigtede helsen alligevel, meget på grund af det høje arbejdspress han pålagde sig selv, og han døde få dage før valget.
Sherman bliver husket som en humørfyldt person og som den eneste vicepræsident som har fået sin buste udhugget med med briller på.